# Mark Antonij
Mark Antonij, rimski politik in general, * 14. januar 83 pr. n. št., † 1. avgust 30 pr. n. št.
Mark Antonij je skupaj z Oktavianom Augustom ter  Markom Lepidaom tvoril drugi triumvirat.
Mark Antonij je bil Kleopatrin ljubimec. Rodili so se jima 3 otroci. Kasneje, ko je Oktavijan osvojil Egipt je zbežal v Aleksandrijo in tam naredil samomor.
Leta 41 pred našim štetjem je Mark Antonij, eden izmed vodij poklical Kleopatro v Tarz, kjer naj bi odgovorila na vprašanja o zvestobi do Rimskega cesarstva. Želel je Kleopatrino podporo v vojni s Parti, ki jo je načrtoval. V Tarzu sta pričela ljubezensko afero. 25. decembra 40 let pred našim štetjem je Kleopatra Marku Antoniju rodila dvojčka - Aleksandra Helisosa in Kleopatro Seleno II.
Štiri leta kasneje je Mark Antonij ponovno obiskal Aleksandrijo na svoji poti v spopad s Partijci. Obnovil je svoje razmerje s Kleopatro in od tega trenutka dalje je bila Aleksandrija njegov drugi dom. S Kleopatro sta imela še enega otroka - Ptolemaja Filadelfa.
Kleopatrini otroci so bili okronani za različne vladarje, zato je Mark Antonij Kleopatri podelil naziv Kraljica Kraljev. Med tem so se odnosi med Antonijem in Oktavijanom že nekaj let krhali in se tudi dokončno poslabšali, ko je Oktavijan napovedal vojno proti Egiptu. Antonij je bil poražen in se s Kleopatro umaknil. V Aleksandriji je naredil samomor.
| Antonij Lepid Oktavijan Triumvirji skupaj | Sekst Pompej Brut in Kasij Rimska odvisna kraljestva Ptolemajski Egipt |